# Zosterisessor ophiocephalus
Il ghiozzo gò (Zosterisessor ophiocephalus) è un pesce osseo appartenente alla famiglia dei Gobiidae ed all'ordine dei Perciformes.

## Caratteristiche morfologiche
È caratterizzato dalla statura abbastanza grande per essere un Gobiidae (fino a 25 cm) e può essere distinto dagli altri membri della famiglia per la colorazione che mantiene dei pattern caratteristici:
- Barra obliqua scura sotto l'occhio
- Disegni reticolati sulle guance
- Banda longitudinale chiara indistinta sulla parte superiore dei fianchi
- Punto nero al centro del peduncolo caudale.

Inoltre
- La testa è molto più alta che larga.

## Habitat e distribuzione
Vive di preferenza nelle lagune, nelle foci e nelle acque salmastre in genere preferendo i fondi fangosi ove vi siano popolamenti di Fanerogame marine del genere Zostera.
È invece assente nelle acque completamente dolci e raro in mare.
È una specie endemica del Mar Mediterraneo, del Mar Nero e del Mar d'Azov.
Per quanto riguarda mari italiani, è particolarmente frequente nelle lagune dell'Adriatico settentrionale.

## Alimentazione
Si nutre di invertebrati bentonici.

## Riproduzione
Primaverile, viene costruito un nido dal maschio, che poi fa la guardia alle uova. La femmina depone più di una volta in una stagione riproduttiva.

## Pesca
È oggetto di attiva pesca nelle lagune dell'Adriatico settentrionale e nel Mar Nero mentre è privo di importanza nelle altre acque.
È componente essenziale di alcuni piatti tipici della zona costiera dell'Adriatico settentrionale.

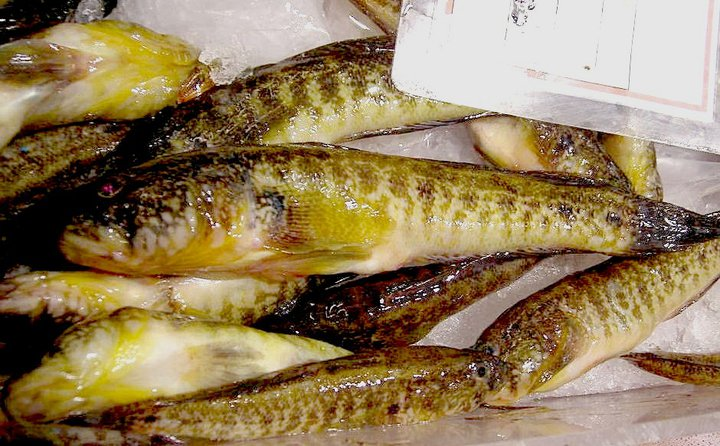
Esemplari su un mercato ittico sardo

## Curiosità
- La ex pescheria di Trieste, oggi acquario, in dialetto popolare viene chiamata Santa Maria del Guato perché il go, o guato in dialetto locale, è il pesce più comune del Golfo.